# ミハイル・ティス・エラザス
ミハイル・ティス・エラザス・ケ・ザニアス（ギリシア語: Μιχαήλ της Ελλάδας και Δανίας, 1939年1月7日 - 2024年7月28日）は、ギリシャの王族、歴史家、小説家。ギリシャ王子およびデンマーク王子の称号を持つ。

## 経歴
ゲオルギオス1世の末息子クリストフォロス王子と、その2番目の妻フランキスキ・ティス・オルレアニス（オルレアニストのフランス王位請求者ギーズ公ジャンの次女）との間の一人息子として、イタリアのローマで生まれた。1歳の時に父が死去した後、ミハイルは母とともにララーチェ、オルレアン、マラガと居住地を転々とした。14歳の時に母が死去すると、母方の叔父のパリ伯アンリが後見人となった。ミハイルはパリで1960年に政治学の学位を取得した後、祖国に渡ってギリシャ陸軍に所属し、准尉で4年間の兵役を終えた。
1965年2月7日、実業家の娘で芸術家のマリナ・カレラとアテネの王宮で結婚式を挙げた。この結婚は貴賤結婚とされたため、ミハイルは自身とその子孫のギリシャ王位継承権を放棄しなければならなかった。継承権放棄の手続きが完了した後で、国王コンスタンティノス2世は2人に結婚の承認を与えた。この結婚で生まれる子孫は「ギリシャ王子・王女」の称号を名乗ることはできるが、ギリシャ王族が与えられるその他の待遇である、「デンマーク王子・王女」の称号および「殿下」の敬称は許されないことも取り決めされた。
1967年にコンスタンティノス2世が亡命し、軍事政権に移行した後もギリシャに留まった唯一の王族であった。その後はパリに在住し、フランス語名のミシェル・ド・グレース（Michel de Grèce）でいくつかの歴史小説を著している。
2024年7月28日に訃報が発表された。アテネの病院で亡くなった。85歳没。

## 子女
マリナとの間に2女を儲けた。
- アレクサンドラ（ギリシア語版）（1968年 - ） - ニコライ・ミルザヤンツと結婚し、息子を2人儲けている。
- オルガ（1971年 - ） - イタリア王族で又従兄のプッリャ公アイモーネと結婚し、2男1女を儲けている。